# 페이지원 (전자책 단말기)
페이지원(PAGEone)은 2010년 3월 출시된 한국이퍼브(KEPH)의 DRM 지원 전자책 단말기이다.
예스24, 알라딘, 북센, 리브로, 영풍문고, 반디앤루니스 및 출판사들이 출자하여 설립한 한국이퍼브의 전자책을 구독할 수 있는 전자책 단말기로 오픈 소스인 리눅스와 QT, 오픈 소스인 FBREADER 및 foxit PDF를 탑재하고 있다.
페이지원은 multi DRM 구조를 띄고 있다. 출시 후 다양한 지원을 통해 사용 가능한 전자책 판매업자를 늘리고 있다.

## 지원 DRM
- 한국 이퍼브
- KT Olleh Book
- 교보문고

## 주요 사양
- 제품명 : PAGEone
- 모델명 : NPR-0630L
- 화면 크기 : 6인치 (16cm)
- 해상도 : 600 x 800, 8그레이
- 내부 저장 공간 : 2GB (사용자 영역 1.4GB)
- 외부 저장 장치 : 최대 16GB SDHC 마이크로 SD 카드
- 5개의 Ebook 컨트롤 키
- 외부입출력장치
  - 표준 3.5mm 헤드폰 커넥터
  - 미니 USB 2.0
  - 24핀 TTA 충전기 + Expansion Port
- 크기 : 125mm(가로) x 157mm(세로) x 8.4mm(두께)
- 무게 : 200g (배터리 포함)
- 배터리용량 : 2200mAh (2-Cell)
- 지원포맷 : epub, txt, mobi, prc, chm, pdf, html, rtf, fb2, gif, jpg, bmp, wav, wma, mp3, djvu, zip, txt.zip
- OS : Linux, QT 4.6 (LGPL)
- Program : FBReader 0.12, Foxit Reader, xPDF, NPtxt Viewer, NPimage Viewer, TCCaudio player
- 재질 : Anodized AL (Top), Plastic (Bottom)
- 제조사 : NEXT PAPYRUS Co., Ltd.